# أحمد يوسف الأنصاري
أحمد يوسف عبد القادر محمد الأنصاري (مواليد 1967) سياسي بحريني. عضو في مجلس النواب من 12 ديسمبر 2018 عن الدائرة الثالثة في المحافظة الجنوبية.

## السيرة الذاتية
ينتمي إلى قبيلتي الأوس والخزرج. حصل على شهادة الثانوية العامة.
في عام 2010 قرر الترشح لعضوية المجلس البلدي عن الدائرة السابعة في المحافظة الوسطى عن جمعية الأصالة الإسلامية. في الجولة الأولى حصل على 2868 صوت بنسبة 53.40%.
في عام 2014 قرر الترشح لعضوية المجلس البلدي عن الدائرة الثالثة في محافظة الجنوبية. في الجولة الأولى حصل على 3087 صوت بنسبة 53.01%.
في عام 2018 قرر الترشح لعضوية مجلس النواب عن الدائرة الثالثة في محافظة الجنوبية. في الجولة الأولى التي أقيمت في 24 نوفمبر 2018 حصل على 3784 صوت بنسبة 54.90%.